# Distrito de Leh
Leh (en hindi; लेह जिला) es un distrito de la India en el territorio de Ladakh. Código ISO: IN.JK.LE.
Comprende una superficie de 45 110 km², lo que lo convierte en el distrito de mayor área territorial de toda la India.
El centro administrativo es la ciudad de Leh.

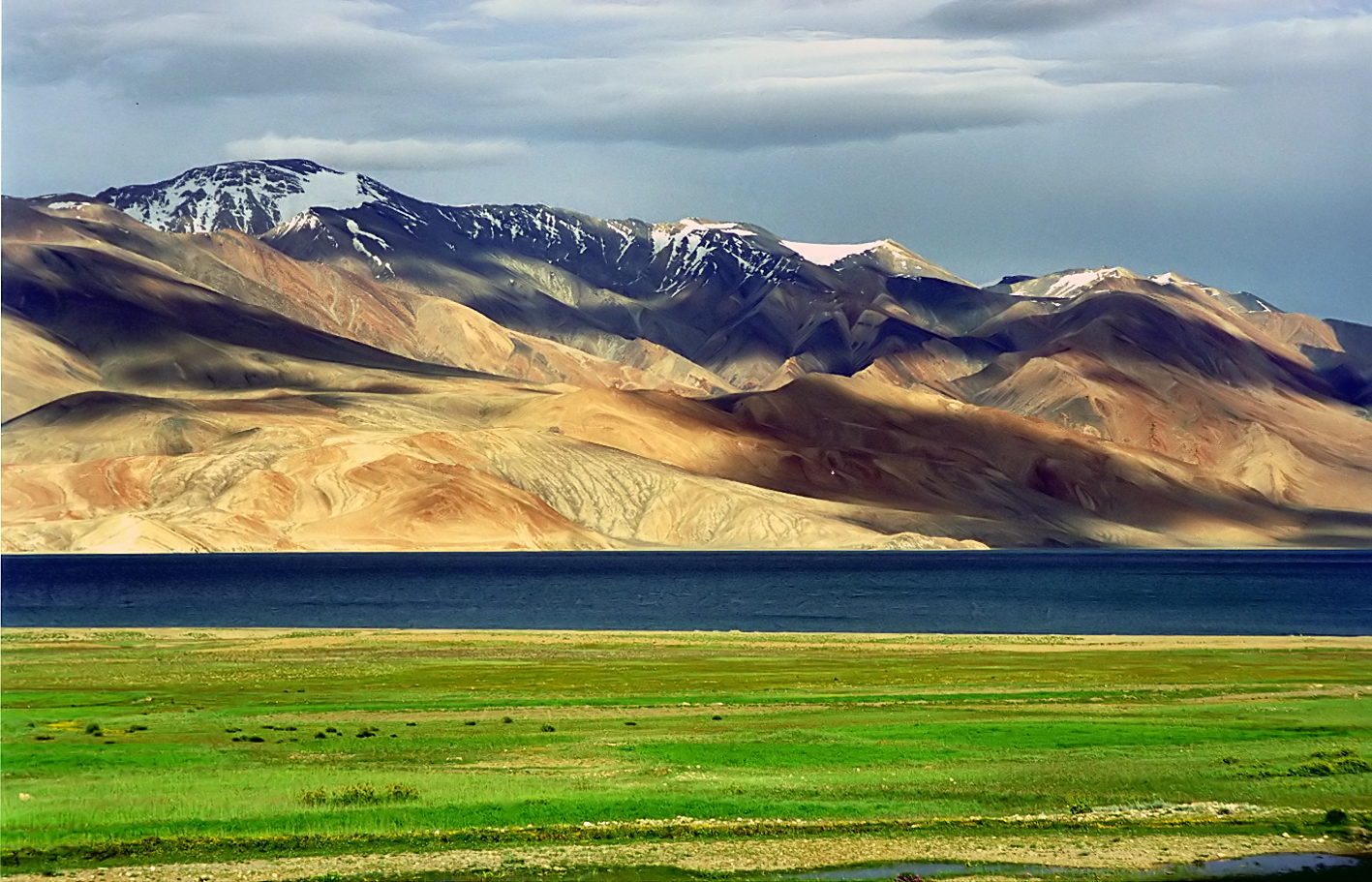
Vista del lago Tsomoriri en las montañas de Leh.

## Demografía
Según censo 2011 contaba con una población total de 147 104 habitantes, de los cuales 54 197 eran mujeres y 92 907 varones.
La religiones más significativas son la budista (66,40%), hinduismo (17,14%) e islam (14,28).